# Ваза Мазарини
Ваза Мазарини — миниатюрная амфора неизвестного автора из многослойного сардоникса со многими мифологическими персонажами, в их числе олицетворяющие могущество любви — Афродита, Аполлон, Артемида, Геба, Психея и Эрот.

## История и описание
Произведение датируется серединой I века, высота античной части (ту́лово) — 5,5 см, общая высота — 9 см; в музейной экспозиции установлена на подставке. Предположительно в XVIII веке была произведена очистка и реставрация вазы — новое горло и ножка были выполнены из коричневого агата. Несколько повреждены левая рука Афродиты, правая рука Артемиды и верхняя часть лиры Аполлона.
По мнению искусствоведов в древности ваза могла быть подарком, её могли использовать для драгоценных благовоний. Мотивы изображения на одной из сторон сосуда заимствованы из эпохи позднего эллинизма. Под деревом склонилась связанная Психея, рядом с ней стоит Эрот, который целится из лука в пролетающую бабочку. Венера восседает на троне, рядом с ней верный Эрот (Купидон) с факелом и богиня Геба с чашей напитка, дарующего вечную юность. На другой стороне богиня Артемида, олицетворяющая целомудрие и охоту, а также Аполлон — покровитель муз; от них улетает Эрот в колеснице, влекомый бабочками, олицетворяющими душу, охваченную любовью. Всего на вазе изображено 15 миниатюрных фигурок.
Провенанс:
- В середине XVII века ваза находилась во владении кардинала Мазарини. В коллекции Николы-Клода Пейреска сохранились рисунки, дающие представление о первоначальном виде вазы.
- На одной из распродаж ценностей Людовика XV в августе 1752 года ваза была куплена антикваром Ж. Лебреном.
- В 1766 году она находилась в руках у резчика гемм Жака Гюэ, придворного мастера маркизы Помпадур.
- В годы Великой французской революции секретарь великого князя Павла Петровича — барон Л. Г. Николаи, приобрёл вазу в Париже.
- В 1815 году барон подарил её императору Александру I.
- Впоследствии «Ваза Мазарини» поступила в Эрмитаж, где хранится до сих пор.